# Salière de Cellini
La Salière de Cellini (appelée la Saliera à Vienne, d'après le mot italien pour salière) est une pièce d'orfèvrerie de style maniériste en or massif reposant sur une base d'ébène ornée d'un décor en émail, exécutée entre 1539 et 1543 par le sculpteur Benvenuto Cellini pour le roi François Ier.

## Description
Les salières étaient un ornement destiné aux tables des riches pour contenir le sel, précieux condiment. Celle de Cellini est montée sur un bloc d’ébène de forme ovale. Deux figures sculptées en or s'y font face. D'un côté, assise sur un animal allégorique, la Terre, figurée par Tellus entièrement nue, appuie sa main gauche sur son sein comme pour en faire jaillir le lait. Sa main droite repose sur un temple destiné à recevoir le poivre. De l'autre, Neptune, dieu de la Mer, lui fait face. Il est porté par des chevaux de mer à la crinière d’or, conformément à la mythologie. Il tient un trident auprès d’une barque, conçue pour recevoir le sel. Le socle lui-même est décoré de figures émaillées. Elles symbolisent les quatre saisons, sous la forme des vents dominants, et les quatre étapes d’une journée : l’aurore, le jour, le crépuscule et la nuit. Les positions des figures sont également chargées d'évocations symboliques. La courbe des jambes de Cybèle fait allusion aux montagnes et aux plaines. Les jambes de Cybèle et de Neptune s'entrecroisent, allusion au mélange de la terre et de la mer d'où naît le sel. Quatre petites boules d’ivoire sont encastrées sous le socle pour faire rouler la salière sur la table. Elle mesure 26 centimètres de haut pour 33,5 de long.

## Historique

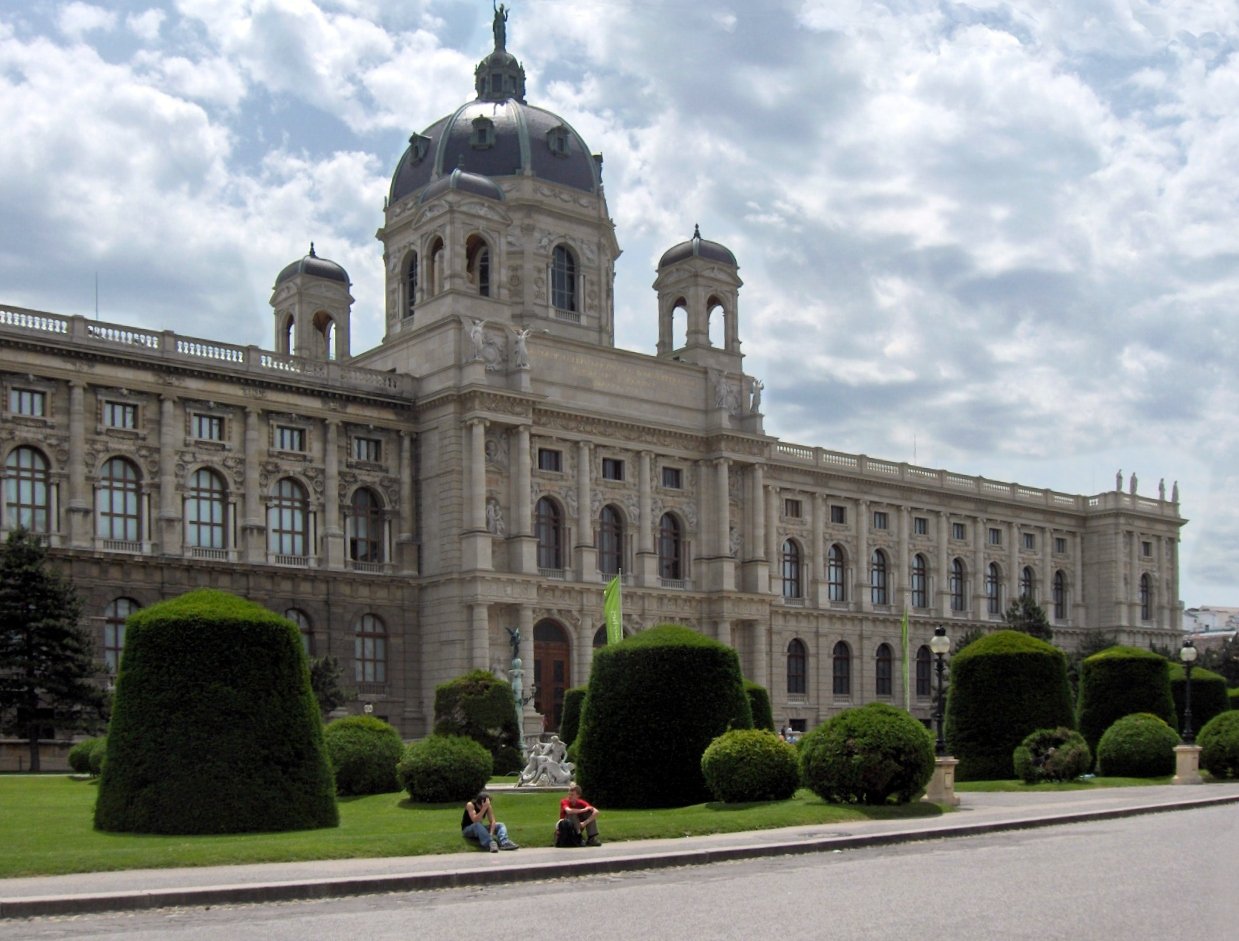
Le Kunsthistorisches Museum de Vienne, où elle fut transférée au cours du XIXème siècle.

Réalisée pour le roi de France François Ier, la salière a été offerte par le roi de France Charles IX à l'archiduc Ferdinand de Tyrol en remerciement pour un service rendu : Charles IX ne pouvant être présent à son mariage avec Élisabeth d’Autriche, l'archiduc avait joué son rôle au cours de la cérémonie. La salière entre alors — en même temps que la coupe de Saint-Michel (Michaelsbecher), également offerte à cette occasion — dans les collections d'art des Habsbourg ; elle est conservée au château d'Ambras, puis transférée au Kunsthistorisches Museum de Vienne au cours du XIXe siècle. La paternité de l'œuvre est alors perdue, jusqu'à ce qu’un historien, Julius Schlosser, l'identifie vers 1900 grâce à la description faite par Cellini dans son Traité sur la sculpture et la manière de travailler l'or.
L'œuvre d'art a été volée dans la nuit du 10 au 11 mai 2003, avant d'être retrouvée en bon état dans une caisse en plomb enfouie dans un bois, près de Zwettl, à 90 kilomètres au nord de Vienne, en janvier 2006 ; le voleur s'est rendu après la diffusion par la police d'images prises par des caméras de sécurité, qui avaient permis de l'identifier.